# David Hedberg
David Hedberg, född den 19 juni 1983, är en ishockeyspelare (back) som spelat i Södertälje SK och HV71 som junior och som senior i HC Dalen, Åkers IF Ekerö IK, SPAIF och Norsborgs IF. Han har vunnit JSM-silver med HV71 2002.

## Källhänvisningar
1. ↑  ”David Hedberg”. Elite Prospects. https://www.eliteprospects.com/player/9749/david-hedberg. Läst 6 april 2023.